# Réunion des musées nationaux et du Grand Palais des Champs-Élysées
Réunion des musées nationaux et du Grand Palais des Champs-Élysées (RMN-GP) je veřejná společnost průmyslové a obchodní povahy. Vznikla vládní vyhláškou ze dne 13. ledna 2011 a spojuje již dříve existující Réunion des Musées Nationaux sdružující 34 národních muzeí a Grand Palais v Paříži.

## Historie a poslání
Založení Réunion des Musées Nationaux (RMN) předcházel rychlý vzestup cen na trhu s uměním ve Francii od druhé poloviny 19. století. Akademici, ředitelé umění, kritici i sběratelé upozorňovali na to, že muzea nemají dostatek finančních prostředků na doplnění sbírek. Sdružení RMN vznikalo jako établissement public à caractère industriel et commercial (EPIC) po roce 1896 za francouzských premiérů Raymonda Poincaré a G. Leyguese k získání uměleckých děl určených k obohacení národních sbírek. Dekret ze 14. ledna 1896 stanoví, že Rada RMN může přijímat dary a od roku 1897 může rozhodovat o dědictví v naturáliích k obohacování kulturního dědictví státních muzeí.
Zakládajícími členy byla Musée du Louvre, Château de Versailles, Musée d'Archéologie nationale de Saint-Germain-en-Laye, Musée du Luxembourg. Galeries nationales du Grand Palais organizují velké výstavní projekty i další kulturní události.
RMN-GP řídí akvizice umění od obchodníků nebo z veřejných dražeb pro všechna oddělení kulturního dědictví a veřejné instituce pod Ministerstvem kultury a komunikace. Roku 2005 např. umožnil obohacení sbírek muzeí a institucí s celostátní působností (SCN) o artefakty za celkovou sumu 3,26 milionu euro. Soustřeďuje se zejména na díla, považovaná za národní poklad.
RMN-GP je jedním z předních evropských vydavatelů publikací o výtvarném umění, katalogů výstav a muzejních průvodců. Navrhuje a prodává různé odvozené produkty (dekorace, móda, šperky).

### Představenstvo
Má 19 jmenovaných nebo zvolených členů.

#### Prezident
- Emmanuel Coquery[1]

#### Šest zástupců státu (ex officio)
- Generální tajemník Ministerstva kultury nebo jeho zástupce
- Generální ředitel dědictví nebo jeho zástupce
- Další vedoucí generálního ředitelství pro dědictví, jmenovaný na základě příkazu ministra kultury nebo jeho zástupce
- Generální ředitel umělecké tvorby nebo jeho zástupce
- Rozpočtový ředitel nebo jeho zástupce
- Generální ředitel ministerstva financí nebo jeho zástupce

#### Poradní orgán
- Šest osobností jmenovaných na základě jejich pravomocí na základě nařízení ministra kultury, z nichž dva jsou jmenováni na návrh ministra hospodářství a financí z důvodu svých odborných znalostí v ekonomické oblasti.
- Marion Ackermannová, ředitelka Staatliche Kunstsammlungen Dresden
- Patricia Barbizet, generální ředitelka Artémis (holding Françoise Pinault)
- Charlotte Dennery, provozní ředitelka BNP Paribas Investment Partners, generální ředitel společnosti FundQuest
- Christian Giacomotto, předseda výboru pro audit Agence France-Muséums (Gimar & Cie)
- Helen Alexander, prezidentka Konfederace britského průmyslu (návrh ministra hospodářství)
- Pierre Louette, výkonný ředitel Orange (návrh ministra hospodářství)
- Šest zástupců zaměstnanců

## Muzea a galerie sdružené v RMN

### Paříž
- Musée du Louvre
- Musée d’Orsay
- Musée Picasso
- Musée Rodin
- Musée du Luxembourg
- Musée national du Moyen Âge - Thermes et Hôtel de Cluny
- Musée de l'Orangerie
- Musée national Eugène-Delacroix
- Musée d'Ennery
- Musée Hébert
- Musée national Jean-Jacques Henner
- Musée national des arts asiatiques - Guimet
- Musée Gustave-Moreau
- výstavní sály Národní galerie Grand Palais

### Region Paříže
- Musée de la Renaissance à Écouen
- Musée du château de Fontainebleau
- Musée de Port-Royal des Champs à Magny-les-Hameaux
- Musée des châteaux de Malmaison et de Bois-Préau à Rueil-Malmaison
- Musée d'archéologie nationale à Saint-Germain-en-Laye
- Musée national de Céramique à Sèvres
- Château de Versailles a jeho dvě pobočky: La Salle du Jeu de paume, Le Musée des carrosses

### Regionální muzea
- Musée de la Maison Bonaparte à Ajaccio en Corse-du-Sud
- Musée napoléonien et Musée africain à Île-d'Aix en Charente-Maritime
- Musée Fernand Léger à Biot dans les Alpes-Maritimes
- Musée franco-américain du château de Blérancourt à Blérancourt dans l'Aisne
- Musée du château de Compiègne dans l'Oise a jeho pobočka Le Musée de la voiture et du tourisme
- Musée Magnin à Dijon en Côte-d'Or
- Musée national de la porcelaine Adrien Dubouché à Limoges dans la Haute-Vienne
- Musée national de Préhistoire à Les Eyzies-de-Tayac-Sireuil en Dordogne
- Musée national des Deux Victoires à Mouilleron-en-Pareds en Vendée
- Musée Marc-Chagall à Nice dans les Alpes-Maritimes
- Musée du Château de Pau dans les Pyrénées-Atlantiques
- Musée Picasso La Guerre et la Paix à Vallauris dans les Alpes-Maritimes
- Musée des civilisations de l'Europe et de la Méditerranée (MuCEM) à Marseille dans les Bouches-du-Rhône